# Bunya Mountains
Die Bunya Mountains sind ein Gebirge in Queensland in Australien, das vor 23 bis 24 Millionen Jahren durch Lava gebildet wurde, die aus Erdspalten und Schildvulkanen austrat.

## Lage
Das Gebirge ist ein Teil der Great Dividing Range im südlichen Queensland, das vom Norden der Darling Downs bei Bell bis Dalby, Kingaroy und Nanango reicht.
Die höchsten Berge des Gebirges sind der Mount Kiangarow mit 1135 Metern und Mount Mowbullan mit 1086 Metern. Im Nordosten bilden die Bunya Mountains das Wassereinzugsgebiet des Burnett River und im Südwesten des Condamine River.

## Geologie
Der erste Lava der Bunya Mountains floss über ein Land, das aus Sedimenten erodierter Berge bestand, die vor 200 bis 180 Millionen im Mesozoikum und teilweise im Paläozoikum entstanden waren. Zunächst floss Lava in die Täler und danach entstanden Schildvulkane. Die Lava, die zu Basalt erstarrte, erstreckte sich über das gesamte Gebiet, außer einem Ausfluss von Trachyt an der südwestlichen Flanke des Gebirges. Die Vulkane formten ein Gebiet, das sich von der südlichen Main Range von der Grenze von New South Wales nordwärts bis nach Kingaroy erstreckt, weil die Lava eine niedere Viskosität besaß. Die abgelagerte Lava ist unterschiedlich und erreicht am Mount Kiangarow eine Mächtigkeit von 700 Metern und war ursprünglich 1100 Meter mächtig. Im Durchschnitt beträgt die Schichthöhe des Basalts 3 bis 6 Meter.
Andere Vulkane, die in der gleichen Zeit in der Nähe der Bunya Mountains entstanden, sind der Vulkankomplex Focal Peak Volcano nahe am Mount Barney und Tweed Volcano, das das Lamington Plateau und die Border Range formte.
Die Vulkane entstanden durch einen Hotspot, der unter den Bunya Mountains lag. In der Zeit der Entstehung der Vulkane war das Klima kühl und als der australische Kontinent nach Norden wanderte, wurde es trocken. Warme und subtropische Regenwälder wurden durch die sich entwickelnde Trockenheit zurückgedrängt. Es verbreiteten sich Eukalypten und die Regenwälder zogen sich in Gebiete mit höheren Regenfällen zurück.

## Aborigines

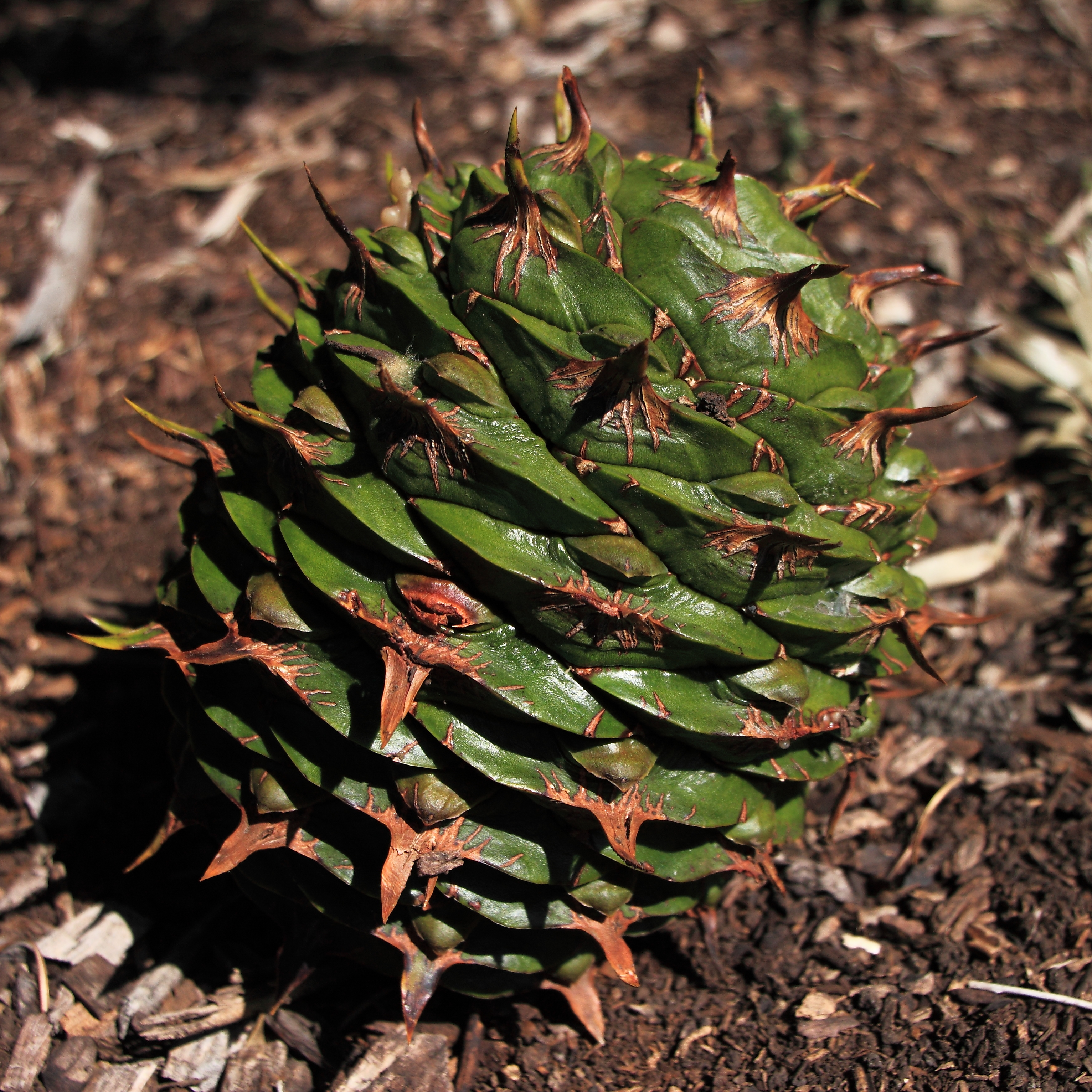
Bunya Nut

Für die Aborigines war die Queensland-Araukarie (Araucaria bidwillii) – lokal Bunya Pine genannt – von großer Bedeutung. Es handelt sich um einen Baum der Bunya Mountains, der bis zu 30 bis 45 Meter hoch wird, einen Stammumfang von 1,5 m erreicht und basaltische Böden bevorzugt. Die Bunya-Nuss, die Fußballgröße erreicht, ein Kilogramm schwer wird und 100 bis 200 Samen enthält, wurde von den Aborigines im Gebiet des nordsüdlichen Queensland von Dezember bis März gemeinsam als Bushfood gesammelt. Die Samen wurden roh oder geröstet gegessen, zu Mehl verarbeitet oder zu Brot verbacken. Die Nuss hatte auch Bedeutung bei Zeremonien, Handel, Hochzeiten und weiteren Gelegenheiten. Neuerdings wird das Holz des Baums zum Bau von Gitarren verwendet.

## Tourismus
Große Gebiete der Bunya Mountains befinden sich in dem geschützten Bunya-Mountains-Nationalpark, dem zweitältesten Nationalpark von Queensland, der 1908 gegründet wurde. In dem Park gibt es Picknickplätze, Wanderwege, Campingplätze und Ferienhäuser. 
In den Bergen halten sich Papageien and Plattschweifsittiche, Wallabys, Buschhuhn, Koalas, Ameisenigel und Possum auf. 